# Magnus Haraldsson de Noruega
No confundir con Magnus II de Noruega, también conocido como Magnus Haraldsson
Magnus Haraldsson (c.1135-c.1145). Rey de Noruega desde 1142, compartió el trono con sus tres hermanos, los reyes Inge I, Sigurd II y Øystein II. Era el cuarto hijo del rey Harald IV y su madre era una concubina de nombre indeterminado. Se sabe muy poco de este rey, pues la Heimskringla, que le otorga una saga completa a los hijos de Harald Gille, lo menciona muy brevemente.

## Biografía
Fue criado por un hombre llamado Kyrpingaorm. Es posible que haya sido designado cogobernante hasta 1142, cuando llegó a Noruega su hermano mayor Øystein II, hasta entonces desconocido. Es entonces cuando su nombre aparece en la Heimskringla, pues no se dice nada de él cuando se narra el nombramiento de sus hermanos Inge y Sigurd en 1136. Al igual que estos últimos, Magnus era un niño cuando alcanzó el trono, y aunque recibió una cuarta parte del país, el gobierno recayó formalmente en una regencia de nobles.
Tenía una deformación en los pies, y murió muy tempranamente, en la misma década de 1140. Su escasa trascendencia histórica fue el factor para que no se le asignase un número ordinal en la lista de reyes de Noruega.